# Нгози (провинция)
Нгози е една от 18-те провинции на Бурунди. Обхваща територия от 1473,86 km2. Столица е едноименният град Нгози. 
Името на провинцията означава "благословия". 

## Общини
Провинция Нгози включва девет общини:
- община Бусига
- община Гашиканва
- община Киремба
- община Марангара
- община Мвумба
- община Нгози

- община Нямуренза
- община Рухороро
- община Тангара